# Abborre
Abborre (Perca fluviatilis) är en sötvattenslevande fisk som jagar i stim och tillhör familjen abborrfiskar och släktet Perca. Den lever i vilt tillstånd i både Europa och norra Asien, arten har även introducerats i Sydafrika, Nya Zeeland och Australien. Abborren har i det sistnämnda landet gjort betydande skada på det inhemska fiskbeståndet och anses i delstaten New South Wales vara en invasiv art.

## Utseende och anatomi

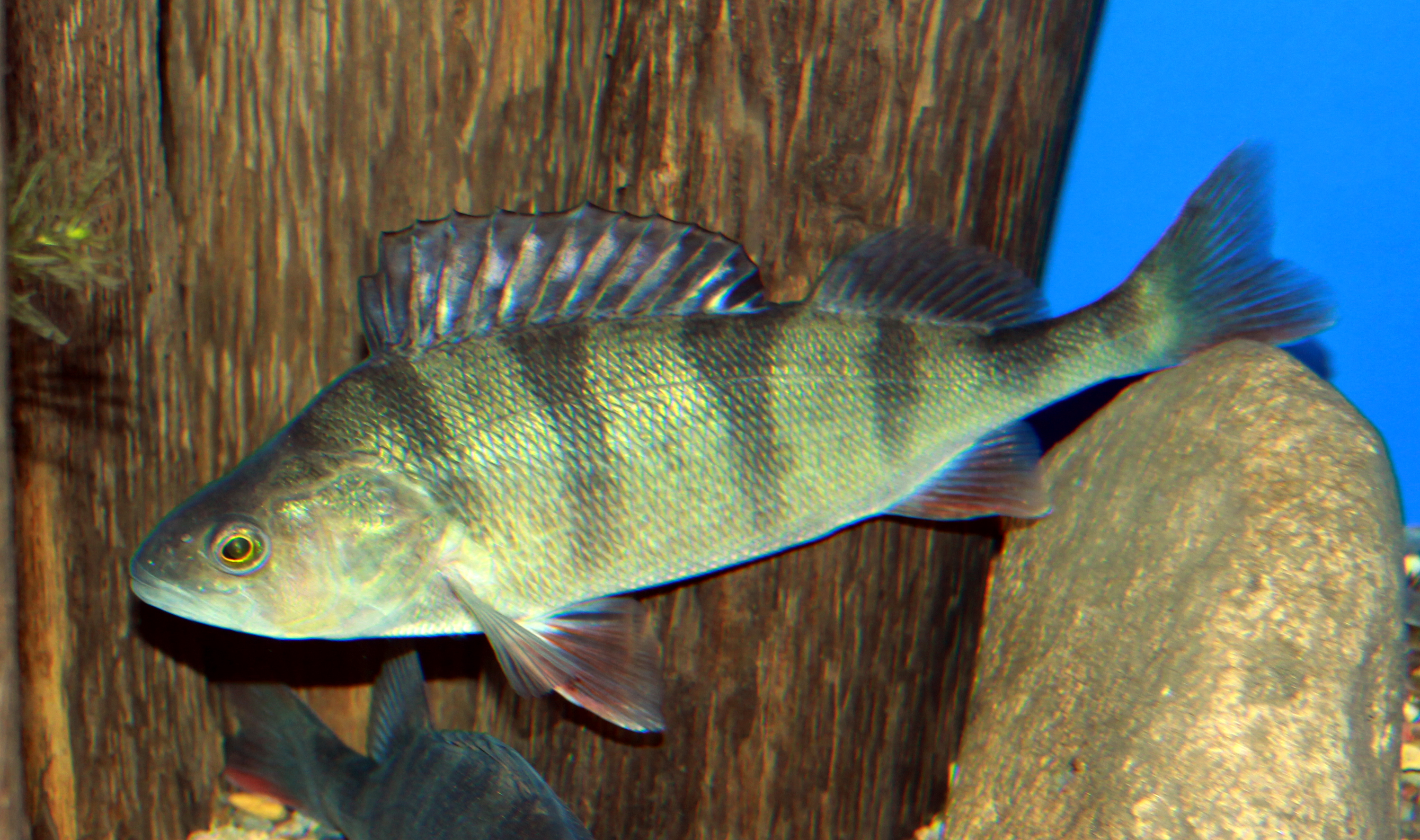
Från utställningen Subaqueous Vltava i Prag

Vanligtvis blir abborren 20–40 cm lång, men vissa exemplar kan bli drygt 60 cm långa. Den har kamformade fjäll, och på främre sidan av huvudet finns munnens överkäke och underkäke, ett par näsborrar och ögonlockslösa ögon. På de bakre sidorna finns gällocket, som skyddar gälarna. Det finns också ett sidlinjeorgan som är känsligt för vibrationer i vattnet. De har ett par bröst- och bukfenor. Den har två ryggfenor, där den första är taggig och den andra mjuk. Den har även en taggig analfena och en stjärtfena.
Stora honor kan uppnå en vikt på över 3 kg. Abborrar i mindre insjöar kan utvecklas till en mindre form som kallas tusenbröder om rovfiskar saknas. I vissa sjöar planteras bara abborre av en viss storlek ut. En annan onaturlig påverkan som leder till stora abborrar är varmvattenutsläpp till exempel från kärnkraftverk, där den högre vattentemperaturen gör att fisken växer fortare.

## Ekologi
Abborren är företrädesvis bottenlevande men stora abborrar jagar ofta ytligt levande stimfiskar som löja, stäm och liknande på kvällen. Abborren är framför allt en sötvattensfisk, men lever också i Östersjöns brackvatten, och även i Bottenhavets inte så salta vatten. Vid ostkusten hotas abborren i yngre stadier av födokonkurrens från storspigg och man har kunnat se att i områden med mycket storspigg finns det lite abborre. Tillståndet för abborren i Sverige bedöms årligen i SLU:s publikation "Fisk och skaldjursbestånd i hav och sötvatten - resursöversikt".

### Fortplantning

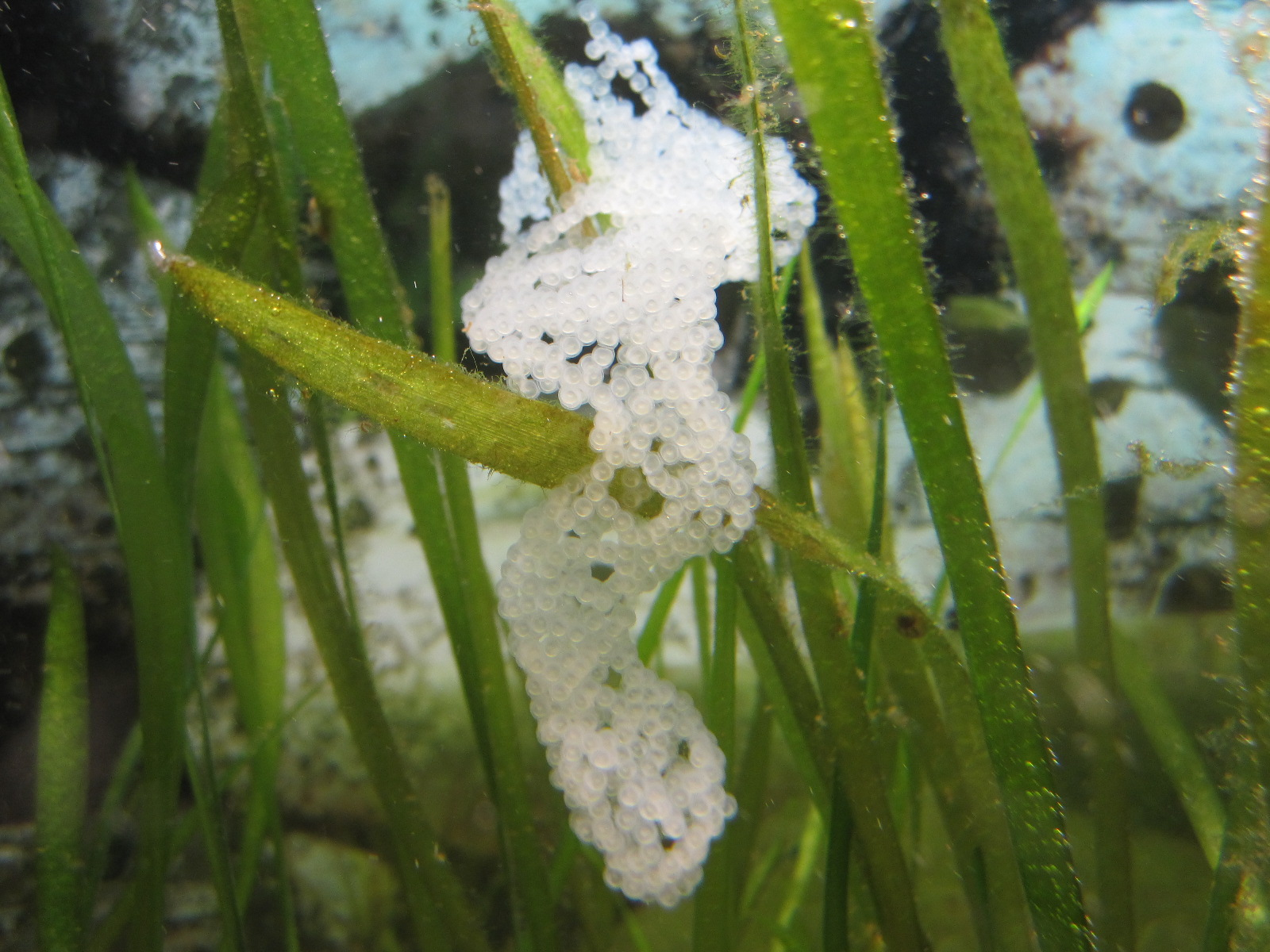
Rom från abborre

Abborren leker på senvåren, och för att sprida sina gener har den utvecklat ett märkligt lekbeteende. Honorna lägger rommen på grenar, stenar eller vattenväxter. Hannarna cirklar runt henne för att befrukta äggen. När hon med jämna mellanrum byter underlag eller ändrar riktning, fortsätter den hane som cirklade runt henne att befrukta den redan lagda rommen. Med honan följer istället de andra hanarna, så att ägg som läggs på det nya underlaget kommer att befruktas av en ny hane. Rommen läggs i långa mjölkvita, sammanhängande strängar.
Honan lägger några hundra- till tusental ägg per tillfälle.

## Abborren och människan

### Namn
Trivialnamnet abborre lydde ursprungligen aghborre, där 'agh' betecknar något spetsigt, vasst och tandat. Ordet förekommer med samma betydelse i namnet på växten ag, inom starrsläktet. "Borre" har också betydelsen 'taggigt', som i exempelvis ordet kardborre. "Borre" återfinns också i tyskan och engelskan, för Barsch (abborrfiskar) och bass (havsabborre). Jämför exempelvis med det spetsiga verktyget borr.

#### Bygdemål
I stora delar av Sverige har abborren även kunnat kallas för skomakare, ibland särskilt syftande på mörka abborrar (till skillnad från ljusa, som kunde kallas skräddare).
| Namn  | Trakt                             | Referens |
| ----- | --------------------------------- | -------- |
| Abbar | Närke, Västerbotten, Ångermanland | [ 12 ]   |
| Abbur | Gotland, södra Österbotten        | [ 12 ]   |
| Aburr | Kalmartrakten                     | [ 12 ]   |

### Inom kulturen
En folksägen berättar att abborren fick sina ränder då Sankte Per tappade nycklarna i en damm och abborren vägrade ta upp nycklarna. De andra fiskarna blev arga och randade (slog) abborren så hårt, att ränderna sitter i än idag.
Abborren är Medelpads landskapsfisk  och Finlands nationalfisk.

### Fiske
Svenska rekordet för sportfiske ligger på 3,15 kg fångad i Hällers myr.